# 네이선 사이크스
네이선 사이크스(Nathan Sykes, 1993년 4월 18일 ~ )는 잉글랜드의 싱어송라이터이다. 보이 밴드 더 원티드의 막내로 알려져 있다.